# Benešov u Semil
Benešov u Semil – gmina w Czechach, w powiecie Semily, w kraju libereckim. Według danych z dnia 1 stycznia 2013 liczyła 859 mieszkańców.